# Francesco D’Macho

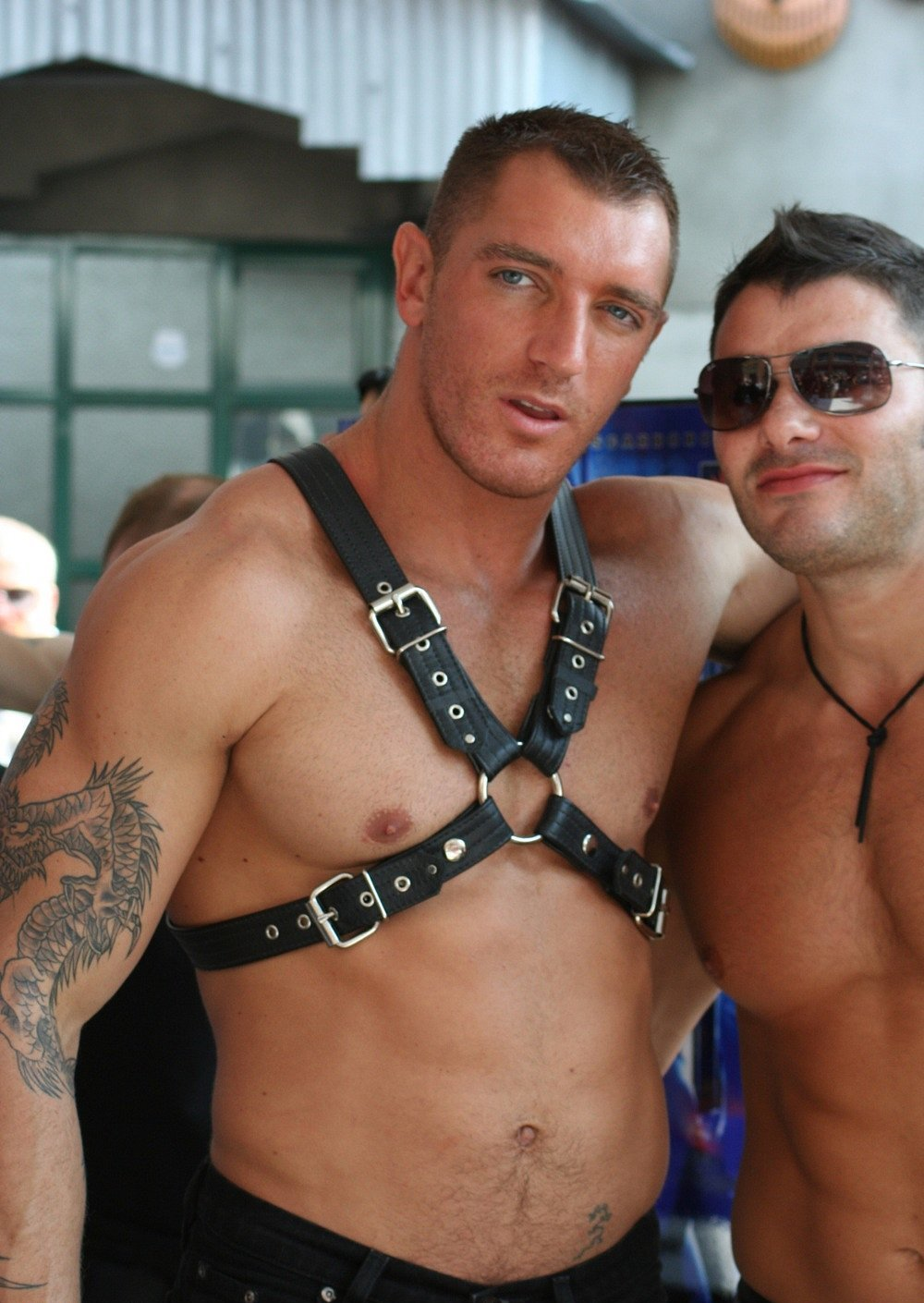
Francesco D’Macho (links), 2010

Francesco D’Macho, bürgerlicher Name Oliviero Francesco Mori, (* 29. Januar 1978, nach anderen Quellen: 1979, in Rom) ist ein italienischer Pornodarsteller, Regisseur und Filmproduzent.

## Leben
Francesco D’Macho wurde in der italienischen Hauptstadt Rom einige Häuserblocks vom Kolosseum entfernt geboren. Er erlernte den Beruf des Grafikdesigners, machte seinen Masterabschluss (MFA) und war in seinem Beruf auch einige Zeit freiberuflich tätig. Seinen damaligen Lebensstil, der aus beruflichen Gründen zahlreiche Geschäftsreisen mit sich brachte, beschrieb D’Macho als „hektisch“.
D’Macho war zunächst in einer langjährigen Beziehung mit dem französischen Model und Pornodarsteller François Sagat zusammen. Ab Mitte 2008 war der Pornodarsteller Damien Crosse, den er 2006 über MySpace kennengelernt hatte, als beide noch in ihren früheren Beziehungen waren, sein Lebenspartner. Das Paar heiratete im Mai 2009 in Madrid, trennte sich jedoch bereits Ende 2009 wieder. Die Ehe wurde im folgenden Jahr geschieden. D’Macho lebt in Madrid.

## Karriere

### Darsteller
D’Macho wirkte als „aktiver“ und „passiver“ (versatile) Pornodarsteller in den Vereinigten Staaten und in Europa in zahlreichen schwulen Pornofilmen für verschiedene Studios mit. Mehrfach wurde er in Werbetexten von Pornostudios und in Porno-Blogs als „hung tattooed versatile bottom“ vermarktet und bezeichnet.
Sein Einstieg in das Porno-Business erfolgte 2006, nachdem ein enger Freund von ihm, der ebenfalls als Pornodarsteller arbeitete, Fotos von ihm bei verschiedenen Studios eingesandt hatte. Daraufhin wurde er bei Hot House Entertainment als sog. „Hot House Exclusive“ unter Vertrag genommen. Sein Porno-Debüt gab er, an der Seite von Robert Van Damme, in dem Fetisch-Movie Black n’ Blue (2007), einem „Leder-Porno“ (Leather-Movie), für den er ursprünglich nur für eine Szene verpflichtet worden war. D’Macho drehte schließlich zwei Szenen für den Film und wurde auch als Cover-Model für die DVD-Veröffentlichung ausgewählt. Er gehörte zu den Hauptdarstellern der Trunks-Filmserie von Hot House Entertainment. Für Hot House Entertainment, wo er in Filmen mit klassischen schwulen Film-Sujets (Leder, Militär, Bauarbeiter) eingesetzt wurde, drehte er u. a. die Filme Tough Stuff (2007), Communion (2007), Verboten Pt. 2 (2007) und Wood Work (2008), in denen er u. a. mit Christoph Scharff, Tim Kruger, Arpad Miklos, Ross Hurston und Tyler Saint vor der Kamera stand. 2010 veröffentlichte Hot House Entertainment eine Best-of-DVD mit D’Macho unter dem Titel Francesco D'Macho Collection.
Sein US-Vertrag mit Hot House Entertainment gestattete D’Macho auch die Annahme von Porno-Drehs bei verschiedenen Studios in Europa. Bei dem seinerzeit in London ansässigen auf Männer in Anzügen spezialisierten britischen Porno-Label MenAtPlay wurden zwischen November 2007 und April 2011 insgesamt acht Szenen mit D’Macho veröffentlicht. Im Bruno Gmünder Verlag erschien 2009 unter dem Titel Ready To Play ein exklusiver Bildband des Porno-Labels MenAtPlay, in dem D’Macho als MenAtPlay-Model in erotischen Fotos präsentiert wurde. Es handelte sich dabei eine um speziell für den Fotomarkt produzierte, mehrseitige Softcore-Fotostrecke; D’Macho wurde dabei halbnackt in einem hellgrauen Anzug abgelichtet.
Für die spanische Porno-Produktionsfirma Kristen Bjorn wirkte D’Macho u. a. in den Filmen Pride Part 1 (2007), Pride Part 2 (2009) sowie in Tropical Adventure Part 1 und Tropical Adventure Part 2 (jeweils 2009) mit. In den Pride-Filmen, die auch Original-Szenen von der Madrid Gay Pride enthielten, war er in einer romantischen Szene als Schafhirte und in einer 7-Mann-Gruppensex-Orgie zu sehen. In den beiden auf Costa Rica gedrehten Tropical Adventure-Pornofilmen stand er u. a. mit dem „Real Life Porn Couple“ Daniel Marvin und Pedro Andreas vor der Kamera.
Ab 2009 war D’Macho in mehreren, in Spanien für das US-Studio Raging Stallion produzierten Pornofilmen zu sehen, so in Porn Stars in Love (2009), eine Kollektion von Sex-Szenen mit „Real Life“-Paaren, Contatto (2011), Madrid Bulls (2012), Addicted (2013) und Sexo en Barcelona, Part 1 (2013). Bei Men.com wurden in den Jahren 2012 und 2013 außerdem mehrere Szenen mit D’Macho, die in europäischen Studios entstanden, online veröffentlicht.
2010 wirkte er in Bruce LaBruces pornografischem Zombie-Film L.A. Zombie, der seine Premiere auf dem Locarno Film Festival hatte, mit.
Seine Karriere als Darsteller beendete er 2016. Anschließend war er ab Ende 2016 in Madrid und Barcelona als Male Escort tätig.
D’Macho erhielt als Pornodarsteller mehrere Nominierungen und Auszeichnungen. 2007 wurde er bei den GayVN Awards in der Kategorie „Best Newcomer“ nominiert und gewann bei den Adult Erotic Gay Video Awards den Titel in der Kategorie „Best Versatile Performer“. 2008 war er bei den European Gay Porn Awards ebenfalls in der Kategorie „Best Newcomer“ für seine Mitwirkung in dem Film Communion (Hot House Entertainment) nominiert. 2008 gewann er bei den European Gay Porn Awards in der Kategorie Best Actor den Gay Hot Movies.Com VOD Award für seine Darstellung in Private Low Life (Hot House Entertainment). 2008 wurde er bei den Adult Erotic Gay Video Awards in der Kategorie „Best Cum Scene“ für seine Duo-Szene in Verboten, Part 2 gemeinsam mit Romario Faria ausgezeichnet.

### Regisseur und Produzent
Für Raging Stallion war er bei mehreren Filmen auch als Regisseur tätig. Ende 2008 gründete er gemeinsam mit seinem Lebenspartner Damien Crosse seine eigene Produktionsfirma für Pornofilme, Stag Homme Studios, mit Sitz in Madrid. Ihre erste Eigenproduktion Stag Fight veröffentlichten D’Macho und Crosse 2009 bei Raging Stallion. In den folgenden Jahren produzierten sie mit ihrer eigenen Produktionsfirma in Spanien Porno-Filme, bei denen D’Macho als Darsteller und Regisseur tätig war. Die Filme, in denen zahlreiche bekannte europäische Pornostars mitwirkten, wurden über die Webpräsenz Staghomme.com online und als Label bei Raging Stallion auf DVD veröffentlicht. 2013 erschien ihr Film Stag Perverts. Auf Staghomme.com veröffentlichte D’Macho bis Anfang 2014 noch Szenen, in denen er auch als Darsteller zu sehen war. Neue Szenen auf Staghomme.com erschienen online zuletzt im Januar 2017.
D’Machos und Crosses Stag Homme Studios wurden bei schwulen Filmpreisen ausgezeichnet und nominiert. 2008 gewann das Studio bei den European Gay Porn Awards in der Kategorie „Best Site“. 2008 folgten Nominierungen bei den GayVN Awards und den Grabby Awards in der Kategorie „Best Site of the Year“.

## Filmografie (Auswahl)
- 2007: Black n’ Blue (Hot House Entertainment)
- 2007: Private Lowlife (Hot House Entertainment)
- 2007: Communion (Hot House Entertainment)
- 2007: The Rider (MenAtPlay)
- 2007: The Deal (MenAtPlay)
- 2007: Trunks 3 (Hot House Entertainment)
- 2007: Tough Stuff (Hot House Entertainment)
- 2007: Jock Strap (Hot House Entertainment)
- 2007: Trunks 4: White Heat (Hot House Entertainment)
- 2007: Verboten Pt. 2 (Hot House Entertainment)
- 2008: Wood Work (Hot House Entertainment)
- 2009: Cachondo (Stag Homme Studios)
- 2009: Tropical Adventure Part 1 (Kristen Bjorn)
- 2009: Tropical Adventure Part 2 (Kristen Bjorn)
- 2009: Porn Stars in Love (Raging Stallion)
- 2009: Stag Fight (Stag Homme Studios/Raging Stallion)
- 2009: Stag Candy (Stag Homme Studios/Raging Stallion)
- 2010: L.A. Zombie
- 2012–2013: Men.com (drei Szenen)
- 2013: Stag Perverts (Stag Homme Studios/Raging Stallion)
- 2013: Sexo en Barcelona, Part 1 (Raging Stallion)

## Preise und Auszeichnungen (Auswahl)
- 2007: Grabby Awards (Best Versatile Performer)
- 2008: Grabby Awards (Best Cum Scene)